# Sheraton Lisboa Hotel & Spa

Sheraton Lisboa Hotel & Spa

O Hotel Sheraton Lisboa & Spa é um edifício localizado em Lisboa, com 92 metros de altura, construído em 1972. O edifício pertence inteiramente à companhia de hotéis Sheraton e conta com 384 quartos, com uma vista sobre a cidade ou porto.